# Коротичи
Коро́тичи (бел. Кароцічы) — агрогородок в Столинском районе Брестской области Беларуси. Входит в состав Большемалешевского сельсовета. Население — 794 человека (2019).

## География
Расположен в 65 км от Столина, в 310 км от Бреста, в 30 км от железнодорожной станции Микашевичи.

### Гидрография
На берегу реки Ствига.

## История
В начале XX века во владениях помещиков Мастовских.
В 1897 году работали часовня, водяная мельница, кузница. В начале XX века в составе Туровской волости Мозырского уезда Минской губернии.
С 1921 по 1939 годы в составе Плотницкой гмины Лунинецкого повята Полесского воеводства Польши.
В годы Великой Отечественной войны спалена немецко-фашистскими войсками.
В 1970 году работали лесничество, средняя школа, фельдшерско-акушерский пункт, библиотека и клуб, магазины.
В 2002 году центр колхоза «Новая жизнь».
В 2011 году деревня Коротичи преобразована в агрогородок.

## Население
Население агрогородка на 2019 год составляло 794 человека.
| 1897 | 1921  | 1939  | 1970   | 2002  | 2005   | 2009  | 2019  |
| ---- | ----- | ----- | ------ | ----- | ------ | ----- | ----- |
| 404  | ▲ 562 | ▲ 734 | ▲ 1270 | ▼ 992 | ▲ 1008 | ▼ 940 | ▼ 794 |

## Культура

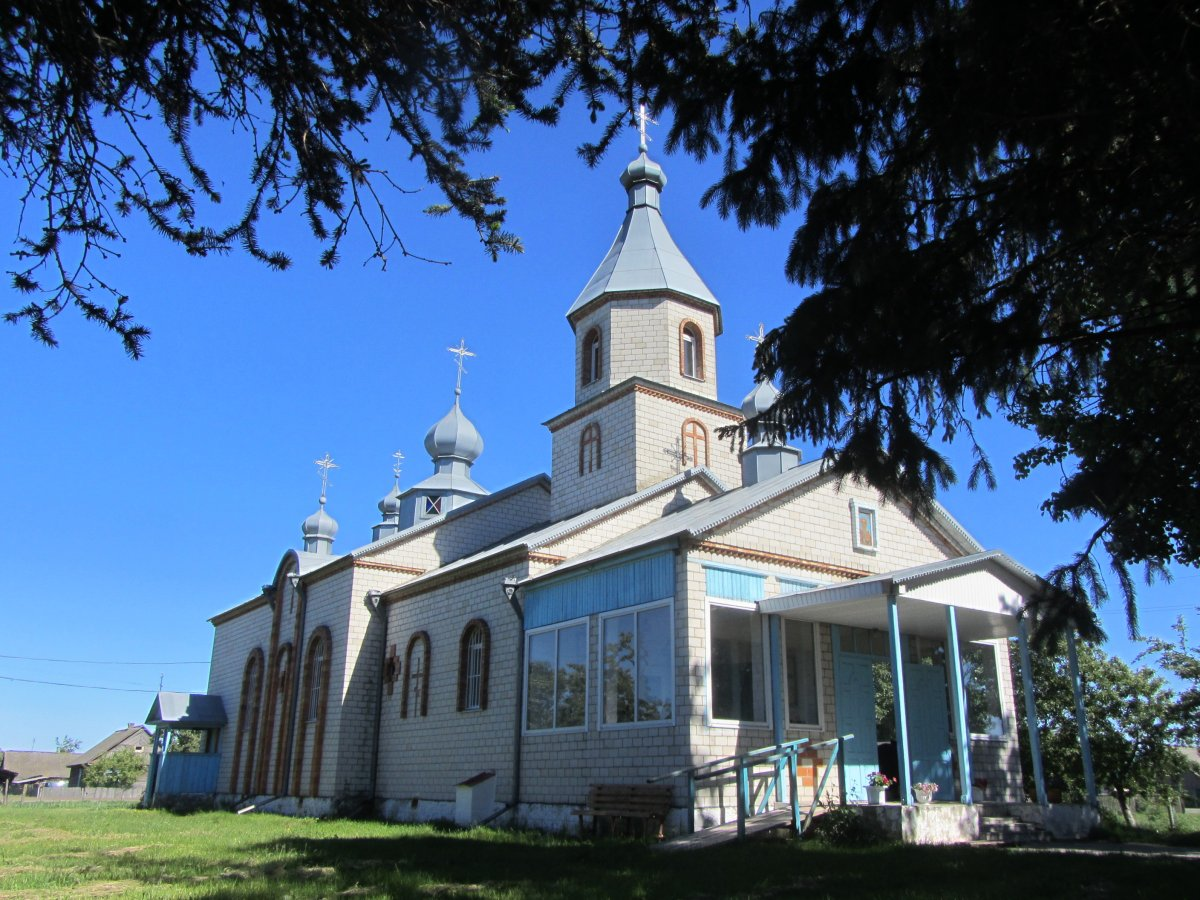
Свято-Николаевская церковь

- Свято-Николаевская церковьДом культуры

## Достопримечательность

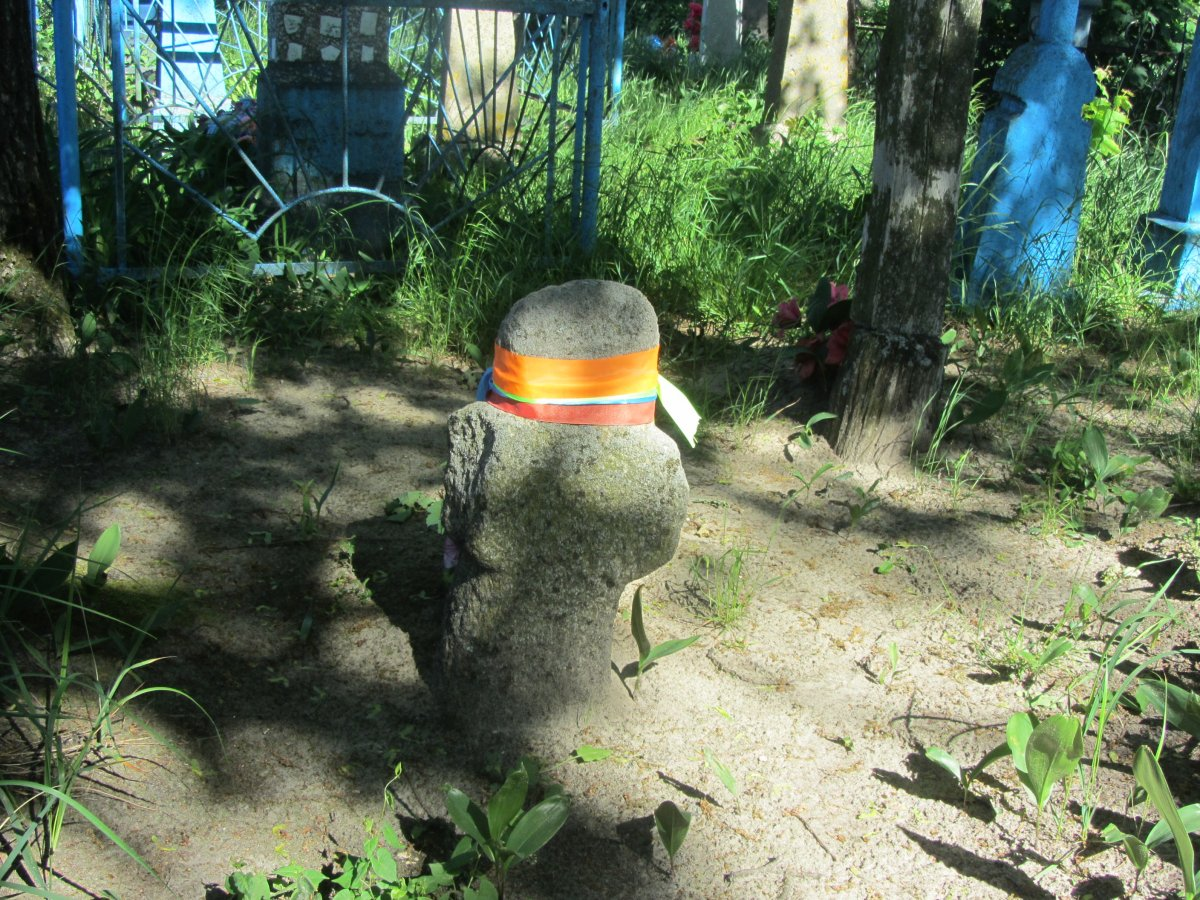
Могилы с каменными крестами

- Могилы с каменными крестамиСвято-Николаевская церковь
- Могилы с каменными крестами